# Roberto Elliot
El vicealmirante Roberto Elliot (o Elliott) fue un marino que sirvió en la Royal Navy a fines del siglo XVIII y comienzos del XIX. Cumplió un breve pero importante papel en el Río de la Plata durante el Primer bloqueo de Buenos Aires en 1811.

## Biografía
Nació en Roxburghshire, Escocia, en octubre de 1767. Era hermano del mayor general Henry Elliot. Entró al servicio en julio de 1781 en Plymouth a bordo del buque enseña HMS Dunkirk y sirvió como guardiamarina en la Home Fleet (Home station) (la división de la Royal Navy encargada del control de las aguas territoriales de las islas británicas) y en la North American Station (la división estacionada en la costa oriental norteamericana). Sirvió a bordo de los buques HMS Diomede (44 cañones), HMS Thisbe (28), HMS Edgar (74), HMS Hector (74), HMS Robust (74), y HMS Bellerophon (74). 

### Oficial
Se graduó como teniente en 1788, y el 13 de julio de 1793 sentó plaza en la balandra HMS Savage. En 1795 fue designado primer oficial del HMS Greyhound (32) y el 26 de diciembre de 1796 asumió el mando del lugre HMS Plymouth, de 8 cañones y 96 toneladas. El 13 de marzo de 1797 tuvo un exitoso enfrentamiento con los corsarios franceses Epervier (7 cañones) y L'Amitié (14) capturando a este último.
Fue promovido al rango de Comandante y asumió el mando del lugre Good Design, de 14 cañones, el 14 de febrero de 1801 y por el servicio que efectuó entre el 8 de marzo y el 2 de septiembre de 1801 en la campaña que puso fin a la ofensiva francesa en Egipto fue condecorado con la medalla de oro de Egipto. El 11 de abril de 1804 fue asignado a la bombardera HMS Lucifer y destinado al Mediterráneo y luego a la campaña de los Dardanelos dispuesta a solicitud de Rusia para impedir la alianza del Imperio otomano con Francia. Bajo el comando del almirante John Thomas Duckworth tuvo especial participación de las acciones en la isla de Prota donde el 27 de febrero de 1807 cubrió el desembarco del destacamento que al mando del capitán R. Kent asaltó la batería turca en la isla y encabezó el escuadrón de lanchas encargado de la persecución del enemigo. En la operación fueron capturados el general francés Sebastiani y el jefe del cuerpo de jenízaros, ventajas que fueron desaprovechadas por el mando británico.
Sirvió luego bajo la bandera de Sir Alexander Ball a quien asistió en sus deberes en el puerto de La Valeta hasta recibir el mando del HMS Porcupine (24 cañones) el 27 de junio de 1808. No obstante, no se hizo cargo del comando del buque sino hasta el 2 de octubre de ese año cuando se presentó en Valeta al mando del capitán Duncan.

### Estación Naval del Río de la Plata
En 1810 Elliot fue enviado como responsable de la estación naval británica en el Río de la Plata. 
La situación en el área era conflictiva. Tras el surgimiento de la Junta revolucionaria el 25 de mayo de 1810 en la ciudad de Buenos Aires, capital del Virreinato del Río de la Plata, el gobierno realista de Montevideo resolvió desconocer su autoridad, forzarla al reconocimiento del Consejo de Regencia e impedir su apoyo a los rebeldes en la campaña de la Banda Oriental.
Hasta el 13 de junio en que arribó al puerto la HMS Porcupine, la estación había estado brevemente a cargo del teniente Roberto Ramsay, capitán de la HMS Mistletoe y quien había traído las noticias de la disolución de la Junta de Sevilla.

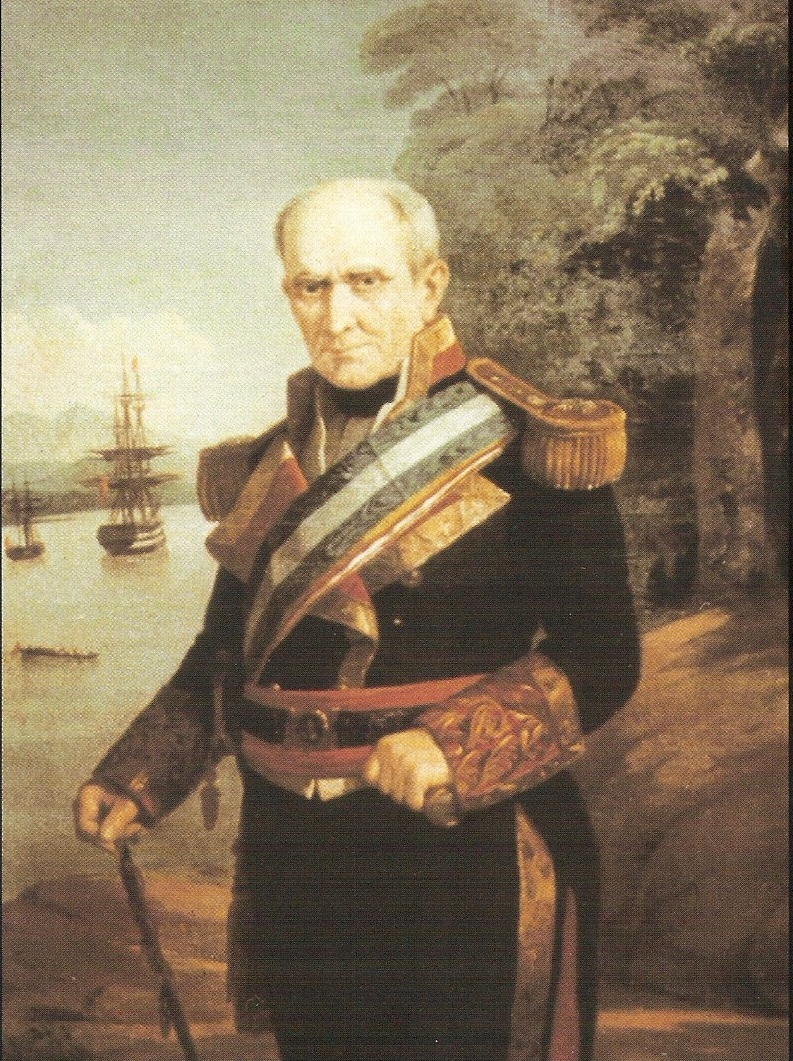
José Primo de Rivera.

El 13 de agosto fracasaron los últimos intentos de encontrar una salida negociada con lo que se rompieron relaciones entre ambas juntas con acusaciones cruzadas de deslealtad e independencia y ambos gobiernos declararon el bloqueo del puerto adversario, aunque sólo los realistas contaban con una flota capaz de garantizarlo. En efecto, dado que Buenos Aires carecía de una flota, la única oposición al bloqueo podía partir de los intereses de las potencias que comerciaban en el estuario, principalmente Gran Bretaña, dejando de lado las dificultades propias de un puerto de bajo calado como el de Buenos Aires. 

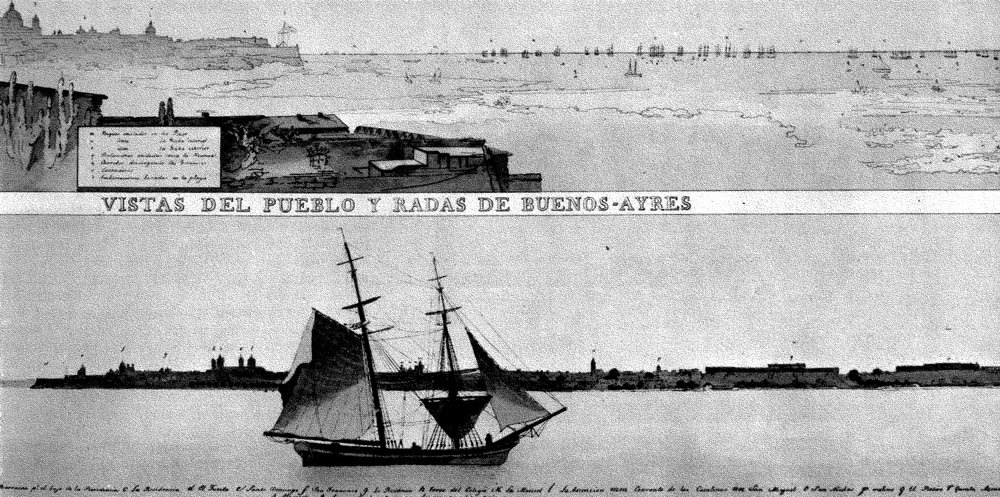
Vistas del pueblo y radas de Buenos Aires en 1813.

El 23 de agosto se efectuó en Buenos Aires una conferencia con Roberto Elliot, pero pese a los argumentos de la Junta, basados en la subordinación debida por Montevideo y en el mejor interés de los residentes británicos, Elliot se mostró en principio contrario a desconocer el bloqueo invocando el tratado de amistad y alianza con España y resolvió partir a Montevideo en espera de instrucciones definitivas.
Ante la prescindencia británica, Montevideo dispuso a partir del 3 de septiembre de 1810 el bloqueo de los puertos controlados por la Junta. 
El 9 de septiembre los comerciantes ingleses de Buenos Aires se reunieron para definir su posición. La mayoría se mostró favorable a no reclamar contra el bloqueo, sea por connivencia con las autoridades de Montevideo o por prudencia. La minoría, encabezada por Alexander Mackinnon, deseaban insistir a Elliot para que no apoyara la acción realista, y de no tener su acuerdo, como de hecho sucedía, apelar al encargado de los asuntos británicos en Río, Lord Strangford.

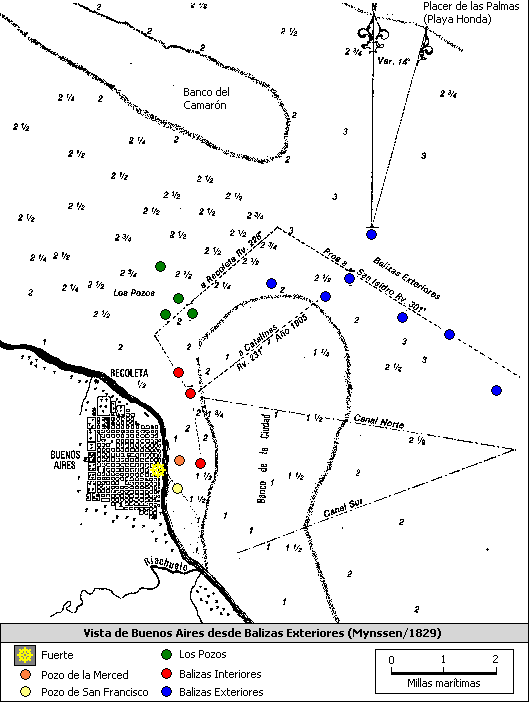
Puerto de Buenos Aires.

El 10 de septiembre la HMS Mistletoe al mando de Ramsay, quien a diferencia de Elliot simpatizaba con el gobierno revolucionario, partió a Río de Janeiro transportando a la representación mayoritaria de los miembros de la comunidad británica y a Mackinnon como vocero de la minoría. 
Presentado el asunto a Strangford, Ramsay abogó por la posición de Mackinnon, coincidente por otra parte con la del mismo embajador en consideración a privilegiar los intereses comerciales británicos.
Ese mismo día se presentaron frente al puerto 9 buques al mando del capitán de fragata José Primo de Rivera y Ortiz de Pinedo. La fuerza bloqueadora destacó sus faluchos y capturó dos lanchas de tráfico al anochecer y otras dos al amanecer y notificó a los buques extranjeros que debían retirarse a Montevideo o Maldonado (a los ingleses a través de Elliot).
Ramsay regresó el 10 de octubre con pliegos del vicealmirante Miguel de Courcy, jefe de la estación naval del Brasil y los mares de sur, en los cuales desaprobaba el proceder de Elliot y le ordenaba dirigirse a Maldonado, lo que hizo efectivo el 15 de octubre, con lo cual Ramsay quedó al mando de la flotilla en el Plata hasta tanto llegara el mismo de Courcy. 
En 1811 Elliot volvió a hacerse cargo de la estación. El bloqueo realista se había reiniciado y tras la llamada de atención de que fuera objeto, Elliot planteó las objeciones de su gobierno.
El 11 de febrero de ese año dirigió una carta a los comerciantes ingleses de su nación residentes en Buenos Aires por la que comunicaba su ambigua posición: Señores, habiéndome informado el Excmo Sr Don Francisco Javier Elío, virrey de las Provincias del Río de la Plata de su intención de poner la ciudad y costa de Buenos Ayres en estado de riguroso bloqueo y pedídome que mandase á todos los buques británicos que se retiren de ese á este puerto ó al de Maldonado, como no haya yo accedido a ello se me ha últimamente prevenido que está resuelto á servirse de las autoridades que las leyes y el Rey le han confiado. De consiguiente podrán vmds tomar las medidas que convenga á sus intereses observando al mismo tiempo la más perfecta neutralidad, con lo que se asegurarán vmds todo el auxilio que este en mi poder.

### Carrera posterior
A fines de 1811 Elliot volvió con la HMS Porcupine a Portsmouth.
Su último nombramiento fue el 20 de octubre de 1813 en que fue puesto al frente de la fragata HMS Surveillante (38) con la que operó en la costa norte de España por algunos meses hasta que en marzo de 1814 fue pasado a reserva con media paga.
El 19 de febrero de 1842 recibió una pensión como capitán en mérito a su buen servicio pero sin embargo el 15 de julio de 1844 fue admitido sin pensión en el Hospital Greenwich. Recibió su ascenso al grado de vicealmirante el 9 de noviembre de 1846 y nuevamente su pensión en 1851. Pasó los últimos quince años de su vida completamente ciego, lo que se atribuyó a su servicio en Egipto.
Casó con Anne Hilley con quien tuvo dos hijas y un hijo, el comandante Robert Hilley Elliot.
Murió a comienzos de 1854, a los 86 años de edad.